# ビトリット
ビトリット（イタリア語: Bitritto）は、イタリア共和国プッリャ州バーリ県にある、人口約1万1000人の基礎自治体（コムーネ）。

## 地理

### 位置・広がり

#### 隣接コムーネ
隣接するコムーネは以下の通り。
- アデルフィア
- バーリ
- ビテット
- モドゥーニョ
- サンニカンドロ・ディ・バーリ